# رنو ۹۱۱: میامی
رنو۹۱۱: میامی (به انگلیسی Reno:911:Miamai) فیلمی در گونه کمدی و جنایی به کارگردانی بن گرانت است.

## داستان
گروه پلیس برای یک قرار پلیس ملی راهی ساحل میامی می‌شوند، معلوم می‌شود خیلی فراتر از پیش‌بینی از یک قرار (پلیس ملی) است.